# Divizia Națională (2014/2015)
Sezon 2014/15 był 24. edycją rozgrywek o mistrzostwo Mołdawii. Brało w niej udział 11 drużyn, które w okresie od 25 lipca 2014 do 20 maja 2015 rozegrały w trzech rundach 24 kolejki meczów. Obrońcą tytułu była drużyna Sheriff Tyraspol. Mistrzostwo po raz pierwszy w historii zdobyła drużyna Milsami Orgiejów.

## Drużyny
| Uczestnicy poprzedniej edycji | Uczestnicy poprzedniej edycji | Uczestnicy poprzedniej edycji | Uczestnicy poprzedniej edycji |
| --- | ----------------------------- | ----------------------------- | ----------------------------- |
| SHE | Sheriff Tyraspol              | Tyraspol                      | 1                             |
| TIR | FC Tiraspol                   | Tyraspol                      | 2                             |
| VER | Veris Kiszyniów               | Kiszyniów                     | 3                             |
| ZKI | Zimbru Kiszyniów              | Kiszyniów                     | 4                             |
| DAK | Dacia Kiszyniów               | Kiszyniów                     | 5                             |
| MIL | Milsami Orgiejów              | Orgiejów                      | 6                             |
| COS | FC Costuleni                  | Costuleni, Ungheni            | 7                             |
| DAT | Dinamo-Auto Tyraspol          | Tyraspol                      | 8                             |
| ACK | Academia Kiszyniów            | Kiszyniów                     | 10                            |
| ZAR | Zaria Bielce                  | Bielce                        | 11                            |
| Awans z Divizia A |                               |                               |                               |
| SAX | Saxan Gagauz Yeri             | Ceadîr-Lunga                  | 1                             |
| Oznaczenia: - kolumna pierwsza – skróty nazw drużyn, - kolumna trzecia – siedziba klubu, - kolumna czwarta – miejsce zajęte w poprzednim sezonie. |                               |                               |                               |

## Tabela
| Lp. | Drużyna                | M  | Z  | R | P  | B+ | B- | +/– | Pkt | Kwalifikacja                                 |
| --- | ---------------------- | -- | -- | - | -- | -- | -- | --- | --- | -------------------------------------------- |
| 1   | Milsami Orgiejów (M)   | 24 | 17 | 4 | 3  | 50 | 15 | +35 | 55  | Liga Mistrzów UEFA • II runda kwalifikacyjna |
| 2   | Dacia Kiszyniów        | 24 | 17 | 4 | 3  | 48 | 13 | +35 | 55  | Liga Europy UEFA • I runda kwalifikacyjna    |
| 3   | Sheriff Tyraspol (P)   | 24 | 17 | 4 | 3  | 56 | 16 | +40 | 55  | Liga Europy UEFA • I runda kwalifikacyjna    |
| 4   | FC Tiraspol (W)        | 24 | 14 | 2 | 8  | 49 | 28 | +21 | 44  | Drużyna rozwiązana po sezonie                |
| 5   | Saxan Ceadîr-Lunga     | 24 | 8  | 6 | 10 | 20 | 30 | −10 | 30  | Liga Europy UEFA • I runda kwalifikacyjna    |
| 6   | Zimbru Kiszyniów       | 24 | 7  | 6 | 11 | 23 | 19 | +4  | 27  |                                              |
| 7   | Academia UTM Kiszyniów | 24 | 5  | 2 | 17 | 18 | 47 | −29 | 17  |                                              |
| 8   | Dinamo-Auto Tyraspol   | 24 | 4  | 2 | 18 | 23 | 63 | −40 | 14  |                                              |
| 9   | Zaria Bălți            | 24 | 4  | 0 | 20 | 10 | 66 | −56 | 12  |                                              |
| 10  | Veris Kiszyniów (W)    | 0  | 0  | 0 | 0  | 0  | 0  | 0   | 0   | Drużyna wycofana                             |
| 11  | Costuleni (W)          | 0  | 0  | 0 | 0  | 0  | 0  | 0   | 0   | Drużyna wycofana                             |

1. 1 2 3  Bezpośrednio: MIL: 11pkt; DAC: 10pkt; SHE: 3 pkt.
2. 1 2  FC Tiraspol jako czwarta drużyna ligi mógł zagrać w 1. rundzie kwalifikacji do Ligi Europy, został jednak rozwiązany po sezonie 2014/15[1]. W efekcie prawo gry w tych rozgrywkach przypadło następnej drużynie w tabeli – Saxanowi Ceadîr-Lunga[2].
3. ↑  Veris Kiszyniów wycofał się z ligi 5 grudnia 2014 z powodu niezadowolenia z sędziowania w meczu Pucharu Mołdawii z Sheriffem Tyraspol. Wszystkie mecze z ich udziałem zostały anulowane[3].
4. ↑  FC Costuleni wycofał się z ligi 20 listopada 2014 na żądanie prezesa klubu. Wszystkie mecze z ich udziałem zostały anulowane[4].

## Wyniki
| Gospodarz \ Gość       | ACA | DAC | DIN | MIL | ZAR | SAX | SHE | TIR | ZIM | ACA | DAC | DIN | MIL | ZAR | SAX | SHE | TIR | ZIM |
| ---------------------- | --- | --- | --- | --- | --- | --- | --- | --- | --- | --- | --- | --- | --- | --- | --- | --- | --- | --- |
| Academia UTM Kiszyniów |     | 0–1 | 2–0 | 1–1 | 5–2 | 0–1 | 0–3 | 0–3 | 0–2 |     |     |     | 1–3 | 3–0 | 1–4 | 0–2 |     |     |
| Dacia Kiszyniów        | 1–0 |     | 2–0 | 2–0 | 3–0 | 0–0 | 3–2 | 1–2 | 0–0 | 8–1 |     | 6–2 |     |     | 3–0 | 0–0 |     |     |
| Dinamo-Auto Tyraspol   | 1–0 | 0–2 |     | 0–5 | 4–0 | 0–3 | 1–2 | 0–1 | 0–3 | 1–1 |     |     | 1–2 |     | 4–1 | 0–1 |     |     |
| Milsami Orgiejów       | 1–0 | 3–0 | 6–0 |     | 4–0 | 1–1 | 0–0 | 1–0 | 1–0 |     | 2–1 |     |     | 5–0 |     |     | 1–2 | 2–1 |
| Zaria Bălți            | 1–0 | 0–2 | 2–0 | 1–3 |     | 2–0 | 0–1 | 0–1 | 0–1 |     | 0–4 | 1–5 |     |     |     |     | 0–4 | 0–2 |
| Saxan Ceadîr-Lunga     | 1–0 | 0–1 | 2–1 | 0–2 | 1–0 |     | 1–1 | 2–0 | 0–0 |     |     |     | 1–0 | 0–1 |     | 0–1 |     | 1–1 |
| Sheriff Tyraspol       | 3–0 | 1–2 | 7–2 | 0–0 | 4–0 | 4–0 |     | 2–1 | 3–0 |     |     |     | 2–3 | 6–0 |     |     | 4–0 | 2–1 |
| FC Tiraspol            | 3–1 | 0–0 | 8–1 | 1–2 | 2–0 | 4–0 | 2–4 |     | 2–1 | 5–0 | 0–4 | 2–2 |     |     | 3–1 |     |     |     |
| Zimbru Kiszyniów       | 0–1 | 0–1 | 2–0 | 0–2 | 6–0 | 0–0 | 0–1 | 3–1 |     | 0–1 | 0–1 | 0–0 |     |     |     |     | 0–0 |     |

## Najlepsi strzelcy
| Bramki | Strzelcy         | Drużyna              |
| ------ | ---------------- | -------------------- |
| 20     | Ricardinho       | Sheriff Tyraspol     |
| 13     | Gheorghe Boghiu  | FC Tiraspol          |
| 12     | Romeo Surdu      | Milsami Orgiejów     |
| 11     | Cristian Bud     | Milsami Orgiejów     |
| 11     | Gheorghe Boghiu  | Dacia Kiszyniów      |
| 8      | Juninho Potiguar | Sheriff Tyraspol     |
| 6      | Vadim Cemîrtan   | Dinamo-Auto Tyraspol |

Źródło: